# Jiří Vilém Lehnický
Jiří Vilém Lehnický (29. září 1660 Oława – 21. listopadu 1675 Brzeg) byl lehnický, volovský a břežský kníže. Byl posledním žijícím členem rozrodu slezských Piastovců a zároveň poslední legitimní mužský příslušník celé piastovské dynastie.
Byl synem volovsko-olavského knížete Kristiána a jeho ženy Ludviky z Anhalt-Dessau. Jiří Vilém patřil k protestantům a dokázal své knížectví chránit před protireformací, která však po jeho smrti pronikla i do břežského a lehnického knížectví.
Založil Řád zlatého jelena.

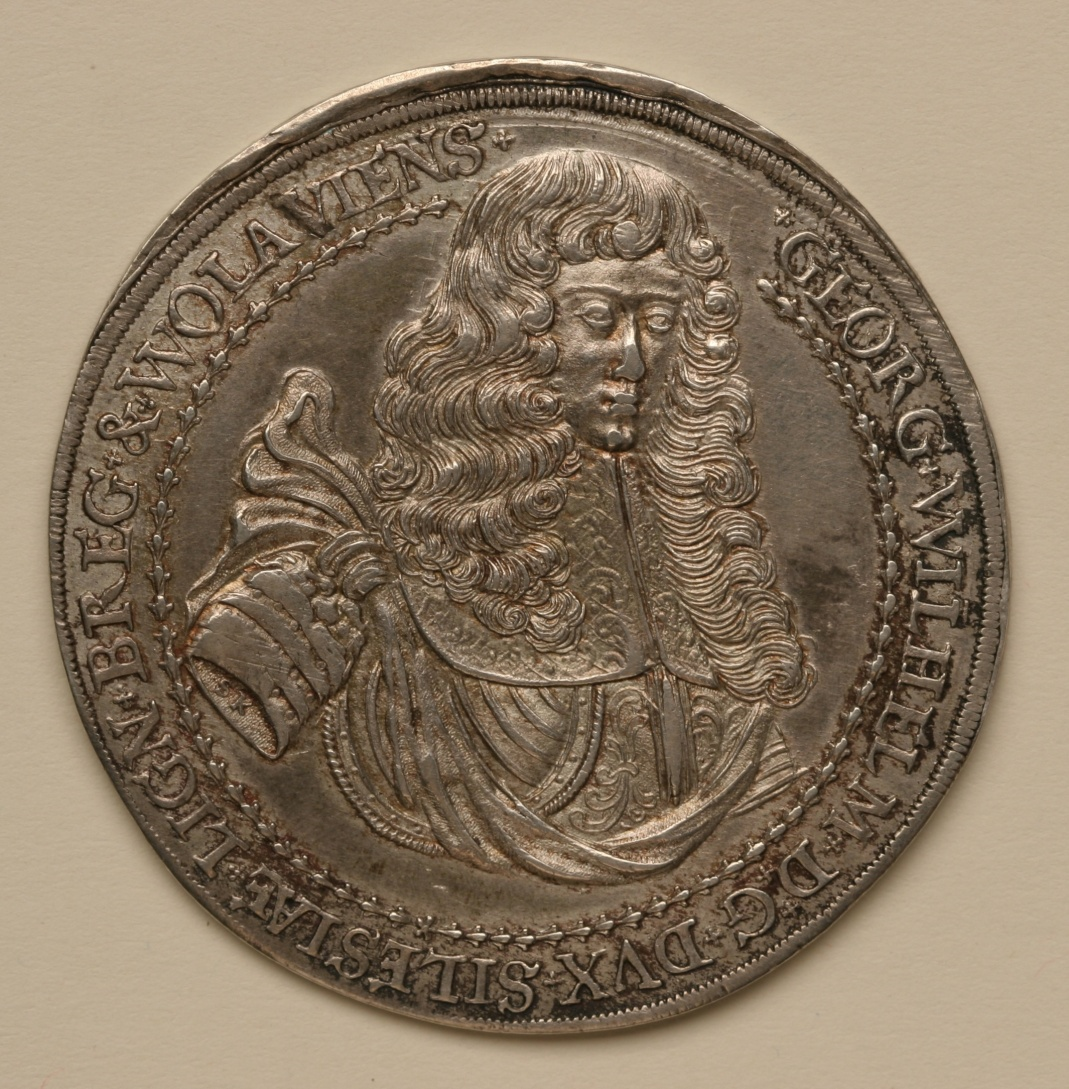
Jiří Vilém Lehnický. Vyobrazení na úmrtní medaili. V opisu GEORG•WILHELM•D•G•DVX• SILESIAE•LIGN•BREG & WOLAVIENS
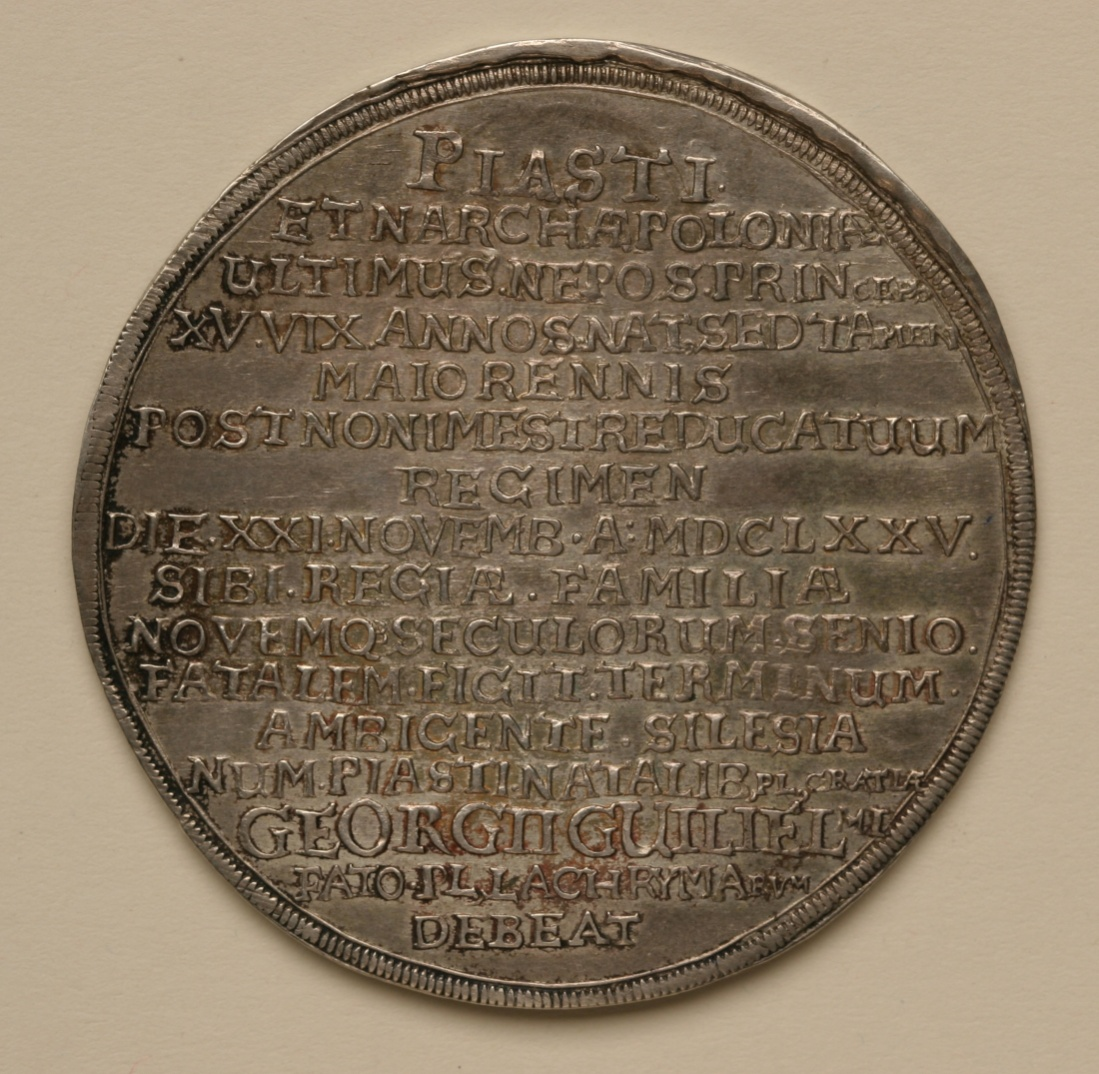
revers téže medaile